# Klaus Thunemann
Klaus Thunemann (Maagdenburg, 1937) is een Duits fagottist en een van de bekendste fagottisten van de wereld.

## Levensloop
Na zijn studie aan de Hochschule für Musik „Hanns Eisler“ in Berlijn bij Willy Fugmann was Thunemann solo-fagottist bij het stedelijk orkest in Münster (Westfalen) en het NDR Sinfonieorchester in Hamburg. Nadat hij docent was aan de Hochschule für Musik und Theater in Hannover werd hij in 1997 docent aan de Hochschule für Musik „Hanns Eisler“ in Berlijn. Gedurende zijn tijd als docent had Thunemann vele leerlingen die op belangrijke plekken in orkesten in binnen- en buitenland terechtgekomen (onder andere de Berliner Philharmoniker, Concertgebouworkest, Symphonieorchester des Bayerischen Rundfunks). In de zomer van 2005 ging hij met emeritaat. 
Thunemann werkte veel samen met de hoboïst Heinz Holliger. Hij maakte een groot aantal opnamen. Als solist speelde hij alle gangbare fagotconcerten.
- Bibsys: 1071631
- Bibliothèque nationale de France: cb139004398 (data)
- CiNii: DA05368843
- Gemeinsame Normdatei: 124966594
- International Standard Name Identifier: 0000 0000 6308 3983
- Library of Congress Control Number: n83129443
- Nationale Bibliotheek van Letland: 000195591
- MusicBrainz: a0334525-19cb-4e4e-9581-343372c2324d
- Nationale Bibliotheek van Tsjechië: jx20060201026
- Nationale bibliotheek van Australië: 35712939
- Nationale Bibliotheek van Israël: 987007450159405171
- Nationale Bibliotheek van Polen: a0000001779936
- Nationale en Universitaire bibliotheek Zagreb: 000593172
- Nederlandse Thesaurus van Auteursnamen: 071311602
- Réseau des bibliothèques de Suisse occidentale: 02-A003899722
- Istituto Centrale per il Catalogo Unico: RAVV233177
- Système universitaire de documentation: 174947682
- Virtual International Authority File: 2658016
- WorldCat: E39PBJfRHtBMmwWRq3vcHMm8G3